# Amartya Sen

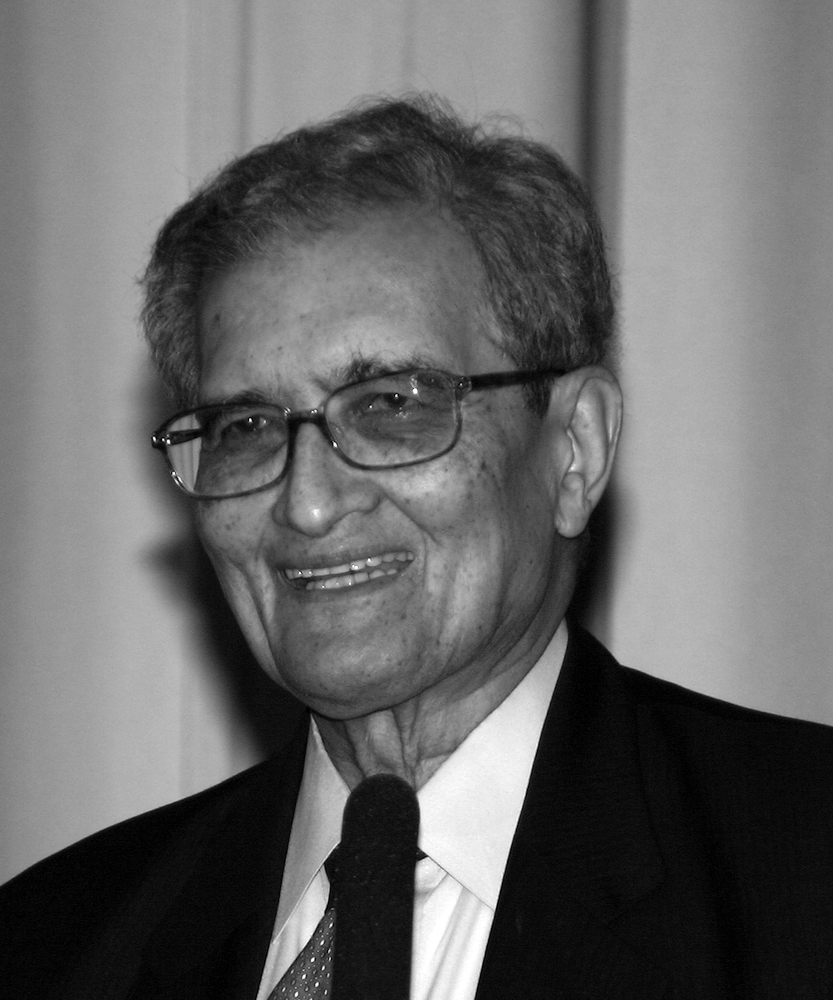
Amartya Sen während einer Vorlesung an der Universität zu Köln 2007 anlässlich der Verleihung des Meister-Eckhart-Preises

Amartya Kumar Sen, CH (bengalisch অমর্ত্য সেন Amartya Sen, [ˈɔmort:o ˈʃen]; * 3. November 1933 in Shantiniketan, Westbengalen) ist ein indischer Wirtschaftswissenschaftler und Philosoph. Zu seinen Forschungsschwerpunkten gehören die Problematik der Armut und die Wohlfahrtsökonomie. Er ist Professor der Wirtschaftswissenschaften an der Harvard University in Cambridge (Massachusetts).
1998 erhielt Amartya Sen den Alfred-Nobel-Gedächtnispreis für Wirtschaftswissenschaften für seine Arbeiten zur Wohlfahrtsökonomie, zur Theorie der wirtschaftlichen Entwicklung und zum Lebensstandard.
Bahnbrechend waren außerdem seine Beiträge zur Interdependenz von ökonomischer Freiheit, sozialen Chancen und Sicherheit und politischer Freiheit (Demokratie), zum Zusammenhang zur Armutsbekämpfung und zur Theorie der kollektiven Entscheidungen. Dabei sah er früh die Bedeutung der Genderfrage und der feministischen Ökonomie. Er gilt als einer der prominentesten Kritiker der Theorie der rationalen Entscheidung.
Sen war an der Einrichtung des Index der menschlichen Entwicklung durch den pakistanischen Ökonomen Mahbub ul Haq maßgeblich mitbeteiligt. Der Index wird vom Entwicklungsprogramm der Vereinten Nationen seit 1990 regelmäßig aktualisiert herausgegeben. Auch der Sen-Index ist nach ihm benannt. 2020 wurde ihm der Friedenspreis des Deutschen Buchhandels zuerkannt.

## Leben und Schule

### Schulzeit
Amartya Sen kommt aus einem gebildeten und wohl situierten Elternhaus. Sein Vater war Professor für Chemie an der University of Dhaka. So wurde er schon in frühen Jahren von den diversen Campus geprägt, auf denen er zusammen mit seiner Familie lebte. „I was born in a University campus and seem to have lived all my life in one campus or another.“ (Ich wurde auf einem Universitätscampus geboren und scheine mein ganzes Leben lang auf irgendeinem Campus gelebt zu haben.) Er besuchte die von Rabindranath Tagore gegründete und geleitete Shantiniketan-Schule.
Abgesehen von den politischen Unruhen, die Indien in den 1940er Jahren heimsuchten, gibt es zwei wichtige Erfahrungen mit sozialer Ungerechtigkeit, die Sen in jungen Jahren prägten und die sein Interesse für Ökonomie, Ethik und politische Philosophie weckten.
Die eine erlebte er im Jahr 1941 im Alter von acht Jahren. Extremistische Hindus stachen dem muslimischen Tagelöhner Kader Mia auf offener Straße in den Rücken. Er floh in das Haus der Familie Sen, von wo aus ihn der Vater sofort in das nächstgelegene Krankenhaus brachte. Auf dem Weg dorthin erzählte Kader Mia, dass er von seiner Frau davor gewarnt worden sei, in einem Gebiet mit lokalen Unruhen zu arbeiten. Seine wirtschaftliche Lage habe ihn jedoch dazu gezwungen, solche Gefahren in Kauf zu nehmen. Im Spital verstarb er. Dieses Erlebnis öffnete Amartya Sen die Augen dafür, wie eng soziale Ungerechtigkeit und der Mangel an Freiheit beisammenliegen.
Das zweite wichtige Erlebnis war die Hungersnot von Bengalen im Jahre 1943. Obwohl sie ca. 1,5 bis 4 Millionen Menschen den Tod brachte, konnte Sen in seiner nächsten Umgebung nicht die geringsten Anzeichen der Katastrophe erkennen, denn betroffen waren nur die untersten, die „unsichtbaren“ Schichten der Gesellschaft.

### Universität
Nach dem Abschluss seiner Schulausbildung studierte Sen Wirtschaftswissenschaften am Presidency College in Kalkutta, wo er 1953 den Bachelor erhielt. Danach vertiefte er sein Studium der Wirtschaftswissenschaften an der englischen University of Cambridge. Dort erhielt er unter anderem im Jahre 1954 den Adam-Smith-Preis der Universität und einen weiteren Preis, der es ihm ermöglichte, ein vierjähriges Studium seiner Wahl zu belegen. Da Philosophie und Wirtschaft seiner Meinung nach einander auf vielen Ebenen nahestehen, entschloss er sich, die erste ebenfalls zu studieren. Den Bachelor-Grad im Fach Wirtschaftswissenschaften erlangte er im Jahr 1955 und den des PhD im Jahr 1959. Seine Doktorarbeit trägt den Titel "The Choice of Techniques" und wurde von der Postkeynesianistin Joan Robinson betreut.
Amartya Sen unterrichtete in den 1960er Jahren am Massachusetts Institute of Technology, in Stanford, Berkeley und an der Harvard University als Gastprofessor. An der Delhi University und der Delhi School of Economics unterrichtete er von 1963 bis 1971 Wirtschaftswissenschaften. Danach wirkte er an der London School of Economics und ab 1977 in Oxford, wo er sowohl Wirtschaftswissenschaften als auch politische Ökonomie unterrichtete und seine ersten Werke veröffentlichte, unter anderem das Buch Collective Choice and Social Welfare, das ihm ein weltweites Renommee verschaffte. Sen war einer der Gründerväter des World Institute for Development of Economic Research (WIDER) in Helsinki, einer Abteilung der United Nations University (UNU), für das er ab Mitte der 1980er Jahre in verschiedenen Projekten tätig war. Ab dem Jahr 1987 arbeitete Sen dabei eng mit der amerikanischen Philosophin Martha Nussbaum zusammen, die zu seinem „Fähigkeiten-Ansatz“ eine konkrete Variante entwickelte.
Im Jahre 1988 wechselte Amartya Sen nach Harvard, wo er zehn Jahre lang eine Professur für Philosophie und Ökonomie innehatte. Von 1998 bis 2004 amtierte er als Oberhaupt des Trinity College in Cambridge, ehe er nach Harvard zurückkehrte.

### Weiteres Wirken
Sen ist Fellow der Britischen Akademie, Fellow am Darwin College, Cambridge und Mitglied der American Philosophical Society. Des Weiteren ist er als ehrenamtlicher Berater für die Organisation Oxfam tätig.
Sen ist einer der Gründer des World Institute for Development Economics Research of the United Nations University (UNU-WIDER) und war Research Adviser von mehreren UNU-WIDER Projekten während der Jahre 1985 bis 1991.
Im Jahr 1994 stand Sen der American Economic Association als gewählter Präsident vor.
Seit Anfang 2008 war Sen wissenschaftlicher Leiter der Commission on the Measurement of Economic Performance and Social Progress (Stiglitz-Sen-Fitoussi-Kommission), die im Auftrag des französischen Präsidenten Nicolas Sarkozy innovative Messkriterien für ein qualitatives Wirtschaftswachstum (Wohlstandsindikator) ermittelte und im September 2009 ihren Abschlussbericht vorlegte. Im September 2010 war er an der Gründung der Spinelli-Gruppe beteiligt, die sich für den europäischen Föderalismus einsetzt.

### Privat
Sen war in erster Ehe mit Nabanita Dev Sen, einer indischen Schriftstellerin, verheiratet. Mit ihr hat er zwei Töchter, Antara und Nandana. Nach dem Wechsel nach London wurde die Ehe 1971 geschieden.
Im Jahr 1973 heiratete er Eva Colorni, die Tochter von Ursula Hirschmann und Eugenio Colorni sowie Stieftochter von Altiero Spinelli, die 1985 an Krebs starb. Sie haben zwei Kinder, die Tochter Indrani und den Sohn Kabir.
1986 lernte er Martha Nussbaum am World Institute for Development of Economic Research in Helsinki kennen. Sie ist eine renommierte Philosophin und Professorin für Rechtswissenschaften und Ethik an der University of Chicago. In den folgenden sieben Jahren leitete Nussbaum an dem von Sen gegründeten Institut ein philosophisches Projekt, machte sich mit der Realität Indiens vertraut und führte dort später eigene Feldstudien durch. Die beiden lebten mehrere Jahre zusammen, erzogen gemeinsam ihre Kinder aus früheren Ehen und stießen Initiativen an, die Brücken zwischen engagierter Universität und (Entwicklungs-)Politik schlagen sollten.
Sen ist seit 1991 mit Emma Rothschild in dritter Ehe verheiratet. Sie ist britische Wirtschaftshistorikerin und Professorin an der Harvard University.

## Denken und Werk

### Schriften
Amartya Sens Denken ist von der Frage geprägt, wie die unterschiedlichen Bedürfnisse der Menschen in der ökonomischen Theorie so abgebildet werden können, dass die Theorie Hinweise liefert, wie die allgemeine Wohlfahrt verbessert werden kann. Die traditionelle Wirtschaftstheorie befasst sich mit dieser Frage in der Mikroökonomie und dort speziell in der Haushaltstheorie bzw. in der Wohlfahrtsökonomie. Angestoßen durch die Arbeiten von Kenneth Arrow und dessen Unmöglichkeitstheorem entwickelte Sen eine umfassende Kritik an den klassischen und neoklassischen Theorien der Nationalökonomik. Zugleich beharrte er darauf, Lösungsansätze für sein Anliegen im Rahmen der ökonomischen Theorie zu suchen, und erarbeitete wichtige Beiträge zu der von Arrow begründeten Sozialwahltheorie (Social Choice). Im Jahr 1970 erschien hierzu sein grundlegendes Werk Collective Choice and Social Welfare.
Der Kern von Sens Kritik an der traditionellen Ökonomie richtet sich dagegen, dass diese ohne wesentliche Einschränkungen keine Aussagen über Soziale Ungleichheit und Verteilungsgerechtigkeit ermögliche. Das Buch On Economic Inequality aus dem Jahr 1973 fasst seine Auffassungen zu diesem Thema zusammen. Mit der Frage von Armut und Hungersnöten befasste Sen sich in dem 1981 erschienenen Essay Poverty and Famines. Ziel von Sens Forschungen war neben der Verbesserung der zugrunde liegenden Theorien auch ein Ausbau der Methodik zur Erfassung und Messung sozialer Ungleichheit und vor allem der Armut. Eine Reihe wichtiger Aufsätze erschien in den Sammelbänden Choice, Welfare and Measurement (1982) sowie Resources, Values and Development (1984).
In dem 1980 veröffentlichten Aufsatz Equality of What? trat Sen in die Debatte um die Gerechtigkeitstheorie von John Rawls ein und vertrat erstmals die Auffassung, dass es vorrangig nicht um die Verteilung von Gütern gehe, sondern um Verwirklichungschancen, die Menschen erreichen können. Entscheidend für die Qualität des Lebens sei nicht das Einkommen, denn auch bei einem guten Einkommen können Unterdrückung und Unfreiheit bestehen. Der Maßstab des Lebensstandards ist in dieser Hinsicht ein Fortschritt, aber noch nicht ausreichend, so Sen in seinen Tanner Lectures von 1985 (The Standard of Living, 1986). Die traditionelle Ökonomie müsse zur Kenntnis nehmen, dass neben dem egoistischen Selbstinteresse auch andere Werte für das menschliche Handeln (agency) maßgeblich seien, auch wenn beides einander regelmäßig beeinflusse (On Ethics and Economics, 1987). Eingebunden in verschiedene UN-Projekte trug Sen wesentlich zur Entwicklung des erstmals 1990 im Weltentwicklungsbericht veröffentlichten Index der menschlichen Entwicklung (englisch Human Development Index, abgekürzt HDI) bei. In den 1980er und 1990er Jahren befasste sich Sen zudem mit empirischen Arbeiten über das Problem des Hungers. Hierüber veröffentlichte er umfangreiche Studien gemeinsam mit Jean Drèze (Hunger and Public Action, 1989). Dabei lag ein Schwerpunkt auf seinem Heimatland Indien; er hob den Erfolg der indischen Demokratie auch bei der Bekämpfung des Hungers hervor (India: Economic Development and Social Opportunity, 1995).
An ein breites Publikum wandte Sen sich mit seiner Schrift Development as Freedom (1999), in der er seine Gedanken unter Verzicht auf formale ökonomische Darstellungen zusammenfasste. Ein weiterer Beitrag zur politischen Philosophie ist das Buch Identity and Violence (2006), in dem sich Sen gegen die Debatte über den Krieg der Kulturen wendet. Durch pauschale Zuschreibungen von Eigenheiten und Mentalitäten würden Vorurteile von Fundamentalisten bestärkt und die Identitätsfalle schnappe zu. Eine Überwindung sei möglich, wenn man Pluralismus nicht nur akzeptiere, sondern aktiv befördere.
In der grundlegenden Ausarbeitung zur Idee der Gerechtigkeit (2009) verband Sen u. a. die Konzepte des Befähigungsansatzes (Capability Approach) und der Sozialwahltheorie, um eine Gerechtigkeitstheorie zu finden, die er denen von John Rawls, Immanuel Kant, David Hume oder Jean-Jacques Rousseau entgegenstellt. Er kritisiert deren Theorien, weil sie ihm zufolge nur die idealtypisch gerechte Welt definierten, was die ethische Evaluierung von realen Zuständen kaum möglich mache. Außerdem stellt er sich sowohl gegen Konsequentialismus als auch gegen eng verstandene deontologische Ethik und schlägt stattdessen vor, Gerechtigkeit sowohl auf Grundlage von tatsächlich Erreichtem als auch der dazu führenden Institutionen zu bewerten. Dabei baut er auf einer aus der altindischen Jurisprudenz stammenden Unterscheidung zwischen niti (etwa Gerechtigkeit im Sinne von Institutionen) und nyaya (Gerechtigkeit im Sinne des tatsächlich Realisierten) auf. Ein weiterer wichtiger Aspekt für ihn ist Objektivität und Unparteilichkeit; hier baut er auf einer Denkfigur von Adam Smith auf, dem impartial spectator.

### Zur Sozialwahl
Die Sozialwahltheorie (englisch Social Choice Theory) untersucht, wie kollektive Entscheidungen einer Gruppe mit den Präferenzen ihrer Individuen zusammenhängen. Sie fragt, unter welchen Bedingungen solche Entscheidungen Ausdruck und Abbild der Präferenzen des Einzelnen sein können.
Amartya Sen, der der Sozialwahltheorie mit großem Optimismus gegenübersteht, bemerkte, dass die Reaktionen und Wellen von Veröffentlichungen der 1950er Jahre und ihre Interpretationen, die dem Arrow’schen „Unmöglichkeits-Theorem“ gefolgt waren, die Aussichten einer Sozialwahl negativ überschatteten. Sen genügten diese negativen Auslegungen nicht. Er machte sich daher auf die Suche nach einem Weg, der das systematische und axiomatische Wesen der Theorie bewahren und trotzdem ein positives Resultat mit ihrer praktischen Dienlichkeit erzielen konnte. Er nahm dabei an, die Idee, sich der Ratio für die Errichtung einer besseren und erstrebenswerteren Gesellschaft zu bedienen, habe die Menschheit immer schon angespornt. Die Zunahme der Freiheit und das Erreichen von Entwicklungszielen werden vor allem durch Werte und rationale Überlegungen geprägt. Er machte es sich in der Folge zur Aufgabe, den Beweis für deren Machbarkeit durch philosophische Reflexion und ökonomische Nachweise zu erbringen. Sen stellt fest, dass sich aus dem „Arrow’schen Theorem“ nicht auf die Unmöglichkeit einer Sozialwahl, sondern auf die Notwendigkeit der Nutzung mehrerer Informationsgrundlagen schließen lässt. Man sollte sich jedoch nicht nur auf die Mehrheitsregel bei Streitigkeiten auf wirtschaftlicher Ebene verlassen, denn es ist nicht klar, ob die sozialen und wirtschaftlichen Stellungen der Minderheiten miteinbezogen sind. Es könnten für Entscheidungen notwendige Informationen (z. B. Armut) ausgeblendet werden.
Eine auf soziale Einigkeit setzende Politik darf nicht auf der Basis vorgegebener individueller Präferenzen und Direktiven handeln, sondern muss sich auch an deren Entwicklung beteiligen. Dabei spielt die öffentliche Diskussion eine erhebliche Rolle. Für eine funktionierende Lösung ist dennoch kein sozialer Konsens vonnöten. Die Lösungen bergen zumeist ungeahnte und unbeabsichtigte Konsequenzen. Deren Wahrscheinlichkeit sollte mitreflektiert werden, um Argumente für bestimmte Institutionen besser bewerten zu können. So war zum Beispiel die Zunahme der Abtreibungs- und Kindersterblichkeitsrate Chinas – und insbesondere die für weibliche Föten und Kinder – nach der Einführung der Ein-Kind-Politik enorm gestiegen. Die Gesetzgeber wollten allerdings nur das Bevölkerungswachstum in den Griff bekommen und keineswegs die Menschen zur Vernachlässigung oder gar Tötung ihrer Kinder verleiten. Ungewollte Folgen vorwegzunehmen ist ein wichtiger Teil der Anstrengungen für institutionelle Umgestaltungen und rational fundierten gesellschaftlichen Wandel.
Bekannt geworden ist Amartya Sen außerdem für das Paradox des Liberalismus.

### Entwicklung als Freiheit
Die Gedanken zu diesem Thema legte Amartya Sen im Werk Development as Freedom dar (deutscher Titel „Ökonomie für den Menschen“). Die zwölf Kapitel des Buches basieren auf sechs Vorträgen, die er bei der Weltbank gehalten hatte.
Sens Hauptgedanke richtet sich hier auf die Vergrößerung der individuellen Freiheiten zur Minderung der sozialen, globalen Ungerechtigkeit. Er entwirft zuerst ein Konzept, nach dem die Freiheit beziehungsweise die Verwirklichungschancen die Basis des ethischen Handelns und das eigentliche Entwicklungsziel sind („Capability Approach“). Die Steigerung des Bruttoinlandsproduktes ist nur eine Nebenerscheinung dieses Prozesses. Daraus folgert er, es sei wichtig, dass Entwicklungsländer schon früh ein allgemeines Bildungs- und Gesundheitssystem einrichten sollten. Die Gleichberechtigung und Bildung der Frau sei nicht nur notwendig, um den Lebensstandard zu erhöhen, sondern auch der beste Weg zur Geburtenkontrolle.
Der Begriff der Entwicklung ist, wie man dem englischen Originaltitel entnehmen kann, von zentraler Bedeutung. Sein Verständnis von Entwicklung liegt weit entfernt von Modernisierungs- und Dependenztheorien. Den Maßstab für die Entwicklung versteht Sen nicht allein – wie in neoklassischer Sicht üblich – im Wachstum des Pro-Kopf-Einkommens. Entwicklung wird bei ihm als die Freiheit der Menschen gesehen, ein Leben zu erreichen, das sie wertschätzen können. Dazu gehöre deutlich mehr als nur ein hohes Einkommen – zumal das Bruttoinlandsprodukt keinen Aufschluss über Einkommensverteilung und Bedarf der Menschen bietet. Behinderte Menschen brauchen z. B. ein höheres Einkommen, um damit denselben Grad an Freiheit zu erreichen wie nichtbehinderte Menschen. Neben den wirtschaftlichen Faktoren spielten auch soziale und politische eine erhebliche Rolle. Damit unternimmt er den Versuch, die ethische Dimension der Wirtschaftswissenschaften wiederzubeleben. Er möchte Ökonomie und Philosophie einander näherbringen. Entwicklung ist die Vergrößerung der Freiheiten der Menschen – sie soll die menschlichen Verwirklichungschancen (capabilities) erweitern.
Freiheit, ein Begriff, der mit dem der Entwicklung in ständiger Wechselwirkung steht, manifestiert sich in Verfahren, die sowohl Handlungs- als auch Entscheidungsfreiheit ermöglichen, und in Chancen, die die Menschen angesichts ihrer eigenen sozialen Umstände haben. Des Weiteren sind Freiheiten die Grundbausteine der Entwicklung, wobei die Freiheit zur Erweiterung der individuellen Verwirklichungschancen die größte Rolle spielt. Individuelle Freiheit ermöglicht es dem Menschen, sich selbst zu helfen und auf seine Umgebung einzuwirken. Sie ist daher zugleich Mittel und Ziel der Entwicklung.
Der Stand der Entwicklung kann auf zwei Ebenen sichtbar werden:
- Evaluative Ebene: Sie wird festgestellt, wenn die Freiheiten zugenommen haben.
- Effektivitätsebene: Hier wird an der Handlungsfreiheit gemessen, ob Entwicklung erreicht wurde oder nicht.

Fünf einander ergänzende Freiheiten sind unter anderem für den Entwicklungsprozess von Bedeutung:
1. Die politische Freiheit
Für sie spielt die Demokratie eine wesentliche Rolle, denn sie vergrößert die Verwirklichungschancen der Menschen und ist deshalb die beste Regierungsform. Sie ist ein wesentlicher Weg zur Erweiterung der Freiheiten. Ursache ist, dass sie es den Menschen ermöglicht, ihre Meinungen auszudrücken. Zugleich kann man die Werte und Prioritäten der Gesellschaft öffentlich kommunikativ festlegen.
2. Ökonomische Einrichtungen
Ein zusätzlicher wichtiger Faktor für die Entwicklung ist der ungestörte und freie Zugang zum Markt und zur Arbeit. Weil staatliche Regulierungen unter bestimmten Umständen legitim oder sogar notwendig seien, spricht sich Sen nicht für eine reine Marktwirtschaft aus.
3. Soziale Chancen
Beginnend mit den sozialen Institutionen wird es den Menschen ermöglicht, am wirtschaftlichen Fortschritt teilzuhaben. Die Leistung des Marktes hängt nicht nur von den politischen, sondern auch stark von den sozialen Bedingungen ab.
4. Gesellschaftliche Transparenz
Transparenz ist die Basis des Vertrauens, auf der eine funktionierende Gesellschaft aufbaut. Sie wirkt vorbeugend gegen Korruption und einen unverantwortlichen Umgang mit Finanzmitteln und Macht. Politische und ökonomische Freiheiten werden stark durch Transparenzgarantien beeinflusst. Im selben Atemzug nennt Sen als das historische Verdienst des Kapitalismus die Entwicklung einer kapitalistischen Moral.
5. Soziale Sicherheit
Sie gehört zu den instrumentellen Freiheiten, die einerseits Ziel, anderseits aber auch ein Mittel der Entwicklung sind. Sozialversicherungen verhindern oft, dass außerordentliches Elend oder Armut entstehen, sie können Menschen sogar vor dem Tod bewahren. Unter anderem gehören in diese Sparte die Hilfe für Arbeits- und Mittellose sowie die Unterstützung bei Hungersnöten. In Die Ökonomie für den Menschen spricht sich Amartya Sen gegen zwei übliche Einsprüche gegen staatliche Sozialsysteme aus. Einerseits die Behauptung, zu viel Unterstützung würde dem Arbeitslosengeldempfänger die Motivation zur Arbeitssuche nehmen. Da die Empirie keine Daten und Statistiken über dieses angebliche Phänomen liefere, stellt Sen diese Aussage in Frage. Abgesehen davon sei die Abhängigkeit für den Unterstützungsempfänger ein erniedrigender Zustand. Die zweite Kritik, die besagt, das System werde oft missbraucht, weist er zurück. Er legt dar, dass man solche Unterstützungen nicht verringern oder eliminieren könne, ohne die wirklich Bedürftigen dabei in Mitleidenschaft zu ziehen.
Im Gegensatz zu Ansichten, wie sie zum Beispiel Robert Nozick vertritt und die Sen als „neoliberalistisch“ bezeichnet, ist er der Meinung, dass Staat und Gesellschaft die individuellen Verwirklichungschancen zu erweitern haben, damit Grundlagen für ein eigenverantwortliches Handeln geschaffen werden können, denn die Menschen sind aktiv an der Gestaltung ihres Schicksals beteiligt.
Anschließend erläutert Sen die Perspektiven der Entwicklung – die Überwindung von Hunger und Unterernährung, Bekämpfung von Armut und Ungleichheit, Erhöhung der Lebenserwartung und die Eindämmung des Bevölkerungswachstums.
Das Problem des Hungers in der Welt sei, dass er akzeptiert und hingenommen werde, als ob man nichts gegen ihn tun könne. Hungersnöte seien weniger das Ergebnis von Nahrungsmittelknappheit als vielmehr häufig die Folge eines Verteilungsproblems, insofern manche nur unzureichenden Zugang zu den vorhandenen Nahrungsmitteln haben.
Kausal für Hungersnöte können sein:
- unerwartete Schwankungen des relativen Preisniveaus von Produkten,
- eine generelle Knappheit an Arbeitsplätzen,
- ein einseitiger ökonomischer Aufschwung, der nicht der Mehrheit der Bevölkerung zugutekommt,
- eine übertriebene Furcht vor Lebensmittelmangel, welche die Preise kurzfristig in die Höhe treibt.

Laut Sen gibt es drei Strategien, die man nützen könne, um dem Hunger zu entrinnen:
1. Man soll systematisch ein Mindestmaß an Einkommen und Zugangsrechten für alle wiederherstellen, die vom ökonomischen Wandel betroffen sind.
2. Öffentliche Arbeitsbeschaffungsprogramme sollen zuverlässig sein, damit das Opfer der Hungersnot nicht zu einer passiven, Almosen empfangenden Person degradiert wird.
3. Das beste Mittel gegen Hungersnöte sei jedoch die Demokratie.

Armut sei Ausdruck eines Mangels an grundsätzlichen Verwirklichungschancen. Die Beziehung zwischen Einkommen und Verwirklichungschancen wird beeinflusst durch:
- Familienstand, Zahl der Kinder, Geschlecht und die soziale Rolle,
- Schwierigkeiten in der Umänderung von Einkommen in Ämtern,
- Innerfamiliäre Aufteilung – z. B. die Bevorzugung des männlichen Geschlechts,
- eine entsprechende Verknappung an Einkommen, die eine universelle Verknappung an Verwirklichungschancen mit sich bringt.
- Arbeitslosigkeit als eine hauptsächliche Behinderung menschlicher Verwirklichungschancen.

Größere Realeinkommen und ein schnelles Wirtschaftswachstum führten nicht, wie oft behauptet, automatisch zu einer Erhöhung der Lebenserwartung. Sen unterscheidet zwischen einer wachstumsbedingten und einer sozial geförderten Senkung der Sterblichkeitsrate.
Da die Erde ohne Zweifel gegen Ende des 21. Jahrhunderts bei anhaltendem Bevölkerungswachstum übervölkert sein werde, rät Sen zu Gegenmaßnahmen. Die wirksamste Methode sei die Gleichberechtigung, Beschäftigung und Bildung der Frau in allen Erdteilen. Vor allem die Verbesserung der Stellung junger Frauen in der Gesellschaft sei ein wirkungsvoller Ansatz. Er verdeutlicht das mit einigen Studien, die das erhöhte Bildungsniveau der Frauen beziehungsweise deren Integration in den Arbeitsprozess mit der Senkung der Geburtenrate in Zusammenhang bringen.

## Auszeichnungen, Preise und Mitgliedschaften
- 1977 wurde Amartya Sen zum Mitglied der British Academy gewählt.[14]
- 1981 wurde er in die American Academy of Arts and Sciences aufgenommen.
- 1990 wurde er mit dem internationalen Agnelli-Preis ausgezeichnet.[15]
- 1997 erhielt er den Premi Internacional Catalunya.[16]
- 1998 erhielt Sen den Wirtschaftsnobelpreis für seine Arbeiten auf dem Gebiet der Wohlfahrtsökonomie und zur Theorie der wirtschaftlichen Entwicklung. Ein Jahr später wurde er mit dem indischen Verdienstorden Bharat Ratna ausgezeichnet.
- Ebenfalls 1999 wurde er von Premierministerin Sheikh Hasina zum Ehrenbürger von Bangladesch ernannt.
- 2000 wurde Sen aufgrund seines herausragenden Beitrags zur ökonomischen Theorie mit dem Leontief-Preis des Global Development and Environment Institute geehrt.[17]
- Im gleichen Jahr erhielt er auch den Order of the Companions of Honour und die Eisenhower-Medaille.
- 2001: Bruno-Kreisky-Preis für das politische Buch (Hauptpreis)[18] für das Buch Ökonomie der Menschen – Wege zu Gerechtigkeit und Solidarität in der Marktwirtschaft
- 2003 wurde er für sein Lebenswerk durch die indische Handelskammer ausgezeichnet und
- 2007 durch die Wirtschafts- und Sozialkommission für Asien und den Pazifik (UNESCAP).
- 2005 wurde ihm die Ehrendoktorwürde der wirtschaftswissenschaftlichen Fakultät der Georg-August-Universität Göttingen verliehen.[19]
- Im gleichen Jahr erhielt er für sein Wirken den deutschen Meister-Eckhart-Preis.
- 2009 wurde er zum Ehrenmitglied der Royal Irish Academy gewählt.[20]
- 2017 wurde Sen mit dem schwedischen Skytteanska priset ausgezeichnet.
- 2020 wurde ihm der Friedenspreis des Deutschen Buchhandels zuerkannt.[21]
- 2021 wurde er mit dem Prinzessin-von-Asturien-Preis in der Kategorie Sozialwissenschaften ausgezeichnet.[22]

## Veröffentlichungen (Auswahl)

### Bücher
- Collective Choice and Social Welfare. Holden-Day, San Francisco 1970.
- Poverty and Famines. An Essay on Entitlement and Deprivation. Clarendon Press, Oxford 1982, ISBN 0-19-828463-2.
- Choice, Welfare and Measurement. Oxford 1982.
- Commodities and Capabilities. North Holland, Amsterdam 1985, ISBN 0-19-565038-7.
- Der Lebensstandard. übersetzt von Ilse Utz. Rotbuch-Verlag, Hamburg 1990, ISBN 3-434-53062-2.
  - Englische Originalausgabe: The Standard of Living. Tanner Lectures in Human Values, The Press Syndicate of the University of Cambridge, Cambridge 1987.
- Ökonomische Ungleichheit. Übersetzt und eingeleitet von Hans G. Nutzinger. Campus-Verlag, Frankfurt / New York 1975, ISBN 3-593-32138-6. (Neuausgabe: Metropolis-Verlag, Marburg, ISBN 978-3-89518-698-1).
  - Englische Originalausgabe: On Economic Inequality. 1973, ISBN 0-19-828193-5.
- Martha Nussbaum, Amartya Sen (Hrsg.): The Quality of Life. A study for the World Institute for Development Economics Research (WIDER) of the United Nations University. Clarendon Press, Oxford 1995, ISBN 0-19-828797-6.
- On Economic Inequality. (Erweiterte Ausgabe mit einem Anhang: “On Economic Inequality” after a Quarter Century mit James Foster). Clarendon Press, Oxford 1997, ISBN 0-19-828193-5.
- mit Jean Drèze: Poverty and Famines. zusammen mit Hunger and Public Action. und India – Economic Development and Social Opportunity. In: The Amartya Sen and Jean Drèze Omnibus. Oxford University Press, Oxford 1999, ISBN 0-19-564831-5.
- Development as Freedom. New York 1999.
- Ökonomie für den Menschen. Wege zu Gerechtigkeit und Solidarität in der Marktwirtschaft. Übersetzt von Christiana Goldmann. Hanser, München 2000, ISBN 3-446-19943-8. (auch: dtv, München 2002, ISBN 3-423-36264-2; von Hanser 2020 nochmals verlegt, ISBN  978-3-446-26907-1).
  - Englische Originalausgabe: Development as Freedom. Oxford University Press, New York 1999.
- Die Identitätsfalle. Warum es keinen Krieg der Kulturen gibt. Übersetzt von Friedrich Griese. C.H. Beck, München 2007, ISBN 978-3-406-55812-2. (auch: dtv, München 2010, ISBN 978-3-423-34601-6).
  - Englische Originalausgabe:  Identity and Violence: The Illusion of Destiny. W. W. Norton, New York 2006.
- Die Idee der Gerechtigkeit. C. H. Beck, München 2010, ISBN 978-3-406-60653-3.
  - Englische Originalausgabe: The Idea of Justice. Harvard University Press, 2009, ISBN 978-0-674-03613-0. Rezension: Alexandra Kemmerer, Ideale müssen sich den Praxistest gefallen lassen (Amartya Sen: The Idea of Justice), in: Frankfurter Allgemeine Zeitung v. 29. Oktober 2009, online abrufbar: faz.net
- Arbeitspapier in Zusammenarbeit mit Joseph E. Stiglitz und Jean-Paul Fitoussi: The Measurement of Economic Performance and Social Progress Revisited: Reflections and Overview. Document de travail OFCE 2009, (PDF; 437 kB).
  - Auch veröffentlicht als Buch: Mismeasuring Our Lives: Why GDP Doesn’t Add Up. The New Press, New York/London, 2010. ISBN 978-1-59558-519-6.
- mit Eric S. Maskin (Hrsg.): The Arrow Impossibility Theorem. Columbia University Press, 2014, ISBN 978-0-231-15328-7.
- mit Jean Drèze: Indien, ein Land und seine Widersprüche. Beck, München 2014, ISBN 978-3-406-67029-9.
  - Englische Originalausgabe: An Uncertain Glory. India, and Its Contradictions. Princeton University Press, Princeton, New Jersey, USA 2013, ISBN 978-0-691-16079-5.
- The Country of First Boys: And Other Essays. Oxford University Press, 2015, ISBN 978-0-19-873818-3.
- Collective Choice and Social Welfare: Expanded Edition. Penguin, 2017, ISBN 978-0-14-198250-2.
- Elemente einer Theorie der Menschenrechte. Reclam Verlag, Ditzingen 2020, ISBN 978-3-15-011321-9.
- Rationale Dummköpfe. Eine Kritik der Verhaltensgrundlagen der Ökonomischen Theorie. Reclam Verlag, Ditzingen 2020, ISBN 978-3-15-014064-2.
  - Englische Originalausgabe: Rational Fools: A Critique of the Behavioural Foundations of Economic Theory. Philosophy and Public Affairs 6(4): 317–344. 1977.
- Zuhause in der Welt. Erinnerungen. C.H.Beck, München 2022, ISBN 978-3-406-79089-8.
  - Englische Originalausgabe: Home in the World: A Memoir. Allen Lane, 2021, ISBN 978-1-84614-486-8.

### Essays und Fachartikel
- Impossibility of a Paretian Liberal. In: Journal of Political Economy. Band 78, Nr. 1, 1970, S. 152–157.
- Choice Functions and Revealed Preference. In: Review of Economic Studies. Band 38, Nr. 115, 1973, S. 307–317.
- Partha Dasgupta, Amartya Sen, David Starrett: Notes on Measurement of Inequality. In: Journal of Economic Theory. Band 6, Nr. 2, 1973, S. 180–187.
- Poverty – Ordinal Approach to Measurement. In: Econometrica. Band 44, Nr. 2, 1976, S. 219–231.
- Rational Fools: A Critique of the Behavioural Foundations of Economic Theory. In: Philosophy and Public Affairs. Band 6, Nr. 4, 1977, S. 317–344.
- Social Choice Theory: Re-Examination. In: Econometrica. Band 45, Nr. 1, 1977, S. 53–89.
- Equality of What? Vortrag im Rahmen der Tanner Lectures on Human Values, gehalten an der Stanford University am 22. Mai 1979, online (PDF; 181 kB), aufgerufen am 10. Mai 2012.
- Poor, Relatively Speaking. In: Oxford Economic Papers. New Series. Band 35, Nr. 2, 1983, S. 153–169.
- The Profit Motive. 1983, In: Amartya Sen (Hrsg.): Resources, Value and Development. Blackwell, Oxford 1984, ISBN 0-631-13342-9.
- The Moral Standing of the Market. In: Dieter Helm (Hrsg.): The Economic Borders of the State. Clarendon Press, Oxford 1986, ISBN 0-19-828606-6.
- Freedom of Choice. Concept and Content. In: European Economic Review. März 1988, S. 269–294, doi:10.1016/0014-2921(88)90173-0.
- Socialism, Markets and Democracy 1958. In: Indian Economic Journal. April–Juni 1990.
- Die Menschenbombe. Ein globales Problem – Verblendung und Wirklichkeit. In: Lettre International. Heft 27, 1994, S. 6–13.
- Health: Perception versus Observation – Self-reported Morbidity Has Severe Limitations and Can Be Extremely Misleading. In: British Medical Journal. Band 324, Nr. 7342, 2002, S. 860–861.
- Elements of a Theory of Human Rights. In: Philosophy and Public Affairs. Band 32, Nr. 4, 2004, S. 315–356.
- Welcher Multikulturalismus? In: Lettre International. Heft 72, 2006, S. 104–106.